# Örebro-Kanal

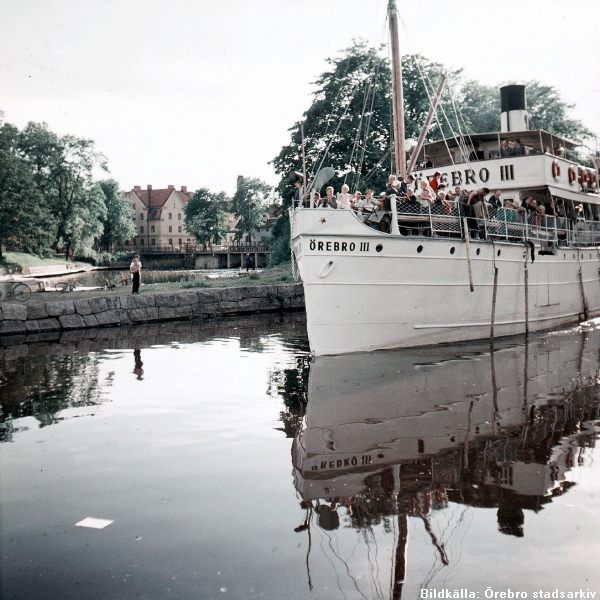
Die Örebro III auf dem Örebro-Kanal in Richtung Stockholm (1950)

Der Örebro-Kanal (schwedisch Örebro kanal) ist mit 1,5 Kilometer der kürzeste Kanal in Schweden. Der Kanal befindet sich in Örebro in der schwedischen Provinz Närke.

## Geschichte
Der Örebro-Kanal ist kein eigens erbauter Wasserweg, sondern ein Ausbau beziehungsweise eine Vertiefung des Svartån. Ab 1886 wurde die Fahrrinne bis auf 2,3 m vertieft. In Skebäck wurde eine Schleuse errichtet, welche bis heute noch in Betrieb ist. Im Zuge der Ausbauarbeiten bekam Örebro einen neuen Hafen. Dieser lag deutlich zentraler als vorher im östlichen Stadtteil Skebäck. 
Am 24. September 1888 wurde der Örebro-Kanal und der Hafen feierlich eingeweiht. Ab diesem Zeitpunkt gab es einen ständigen Schiffsverkehr zwischen Örebro und Stockholm über den Hjälmaren. Mit Zunahme des Gütertransports mit Zügen und Lastwagen verlor der Örebro-Kanal im 20. Jahrhundert immer mehr an wirtschaftlicher Bedeutung. 1960 wurde schließlich der reguläre Schiffsbetrieb eingestellt.
Heute wird der Kanal ausschließlich touristisch genutzt. Im Sommer werden rund 50 Schleusungen pro Woche für Passagierboote durchgeführt. Des Weiteren betreibt die Arboga-Reederei eine Reihe von Ausflugsschiffen.